# Kuh-e-Namak
La Kuh-e-Namak (persan : کوه نمک), ce qui signifie « montagne de sel » en persan, ou Jashak (persan : گنبد نمکی دشتی) est un diapir salifère de près de 400 mètres de hauteur situé dans les monts Zagros, dans le sud de l'Iran, dans la préfecture de Dachti (en) de la province de Bouchehr.

## Géographie
Ce site, aussi appelé dôme de sel est l'un des dômes de sel les plus beaux et les plus typiques d'Iran qui figurent parmi la liste indicative des sites du patrimoine mondial de l'Iran. 
À cet endroit, les dômes de sel se comportent comme de véritables glaciers salins. Le dôme, poussé par la montée continue de nouveau sel (à une vitesse qui peut aller jusqu'à 8 cm/an), s'écoule latéralement le long des dépressions qui les bordent. Une langue de sel longue de plusieurs kilomètres s'avance, charriant les blocs de roche arrachés sur son passage, se déformant sous l'influence des irrégularités du terrain à la manière des glaciers (avec des fissures de type sérac par exemple).
La vitesse d'écoulement varie selon les conditions météorologiques, mais peut atteindre jusqu'à 50 cm/jour durant la saison des pluies.

Paysages du Kuh-e-Namak
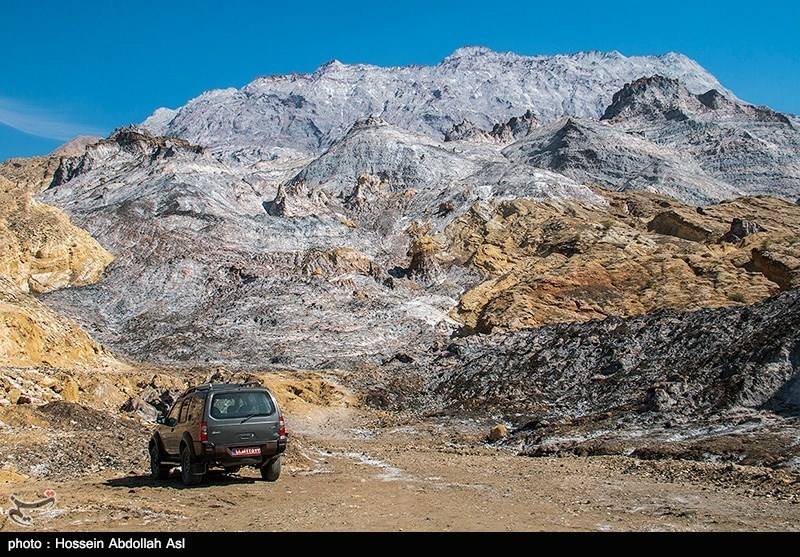
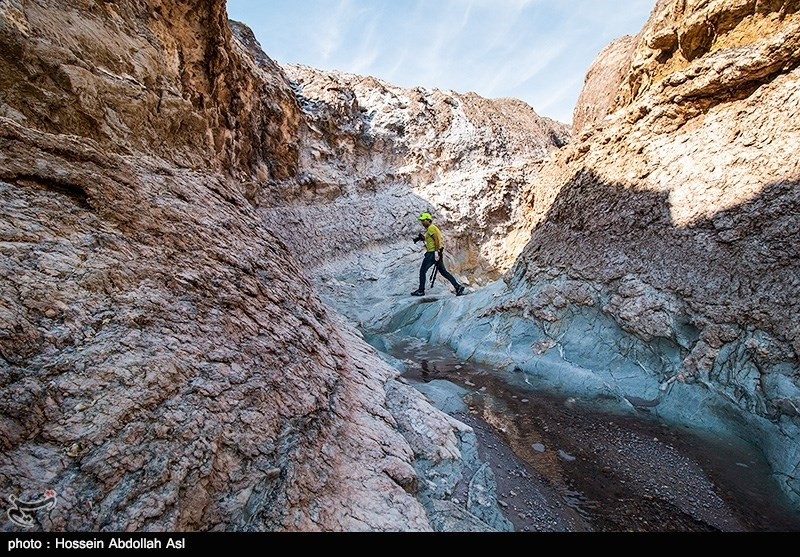
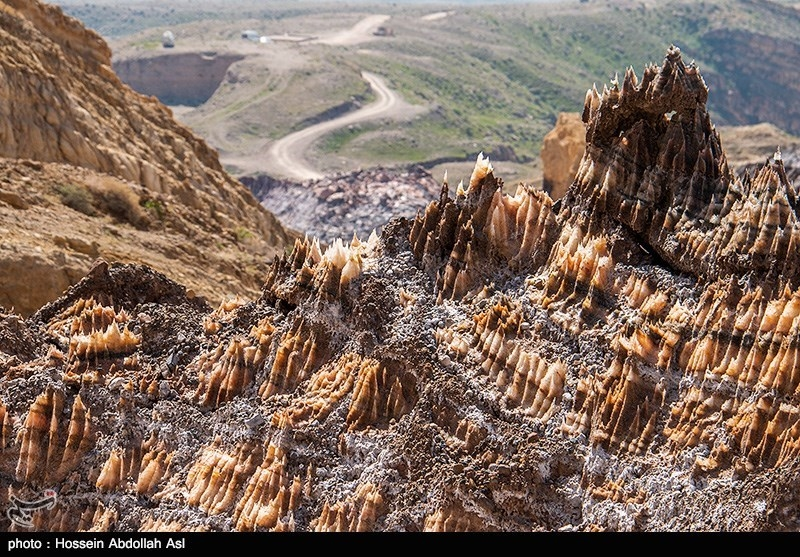
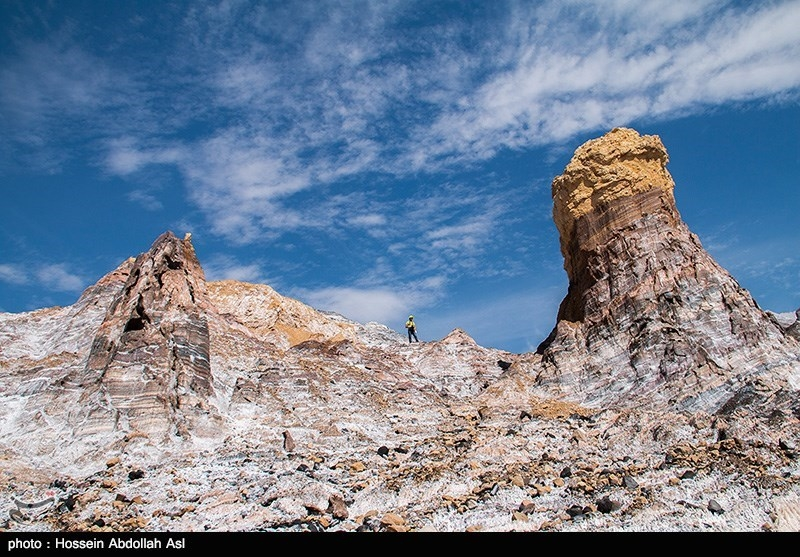
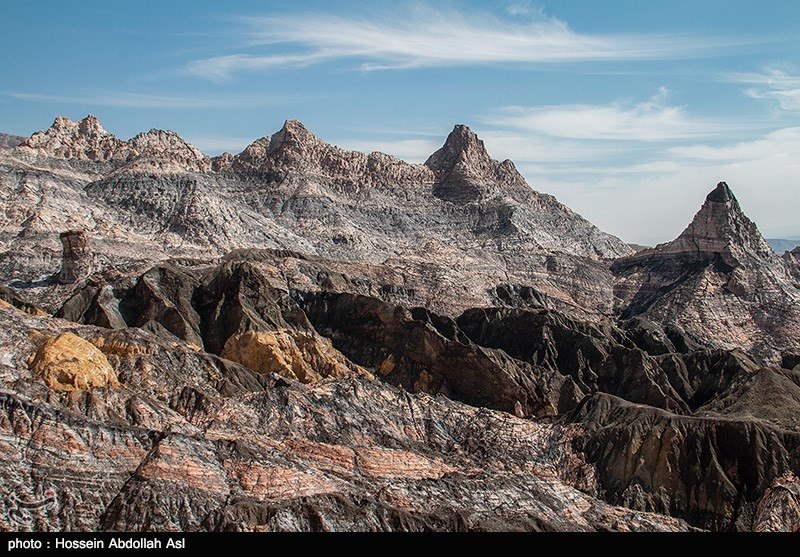
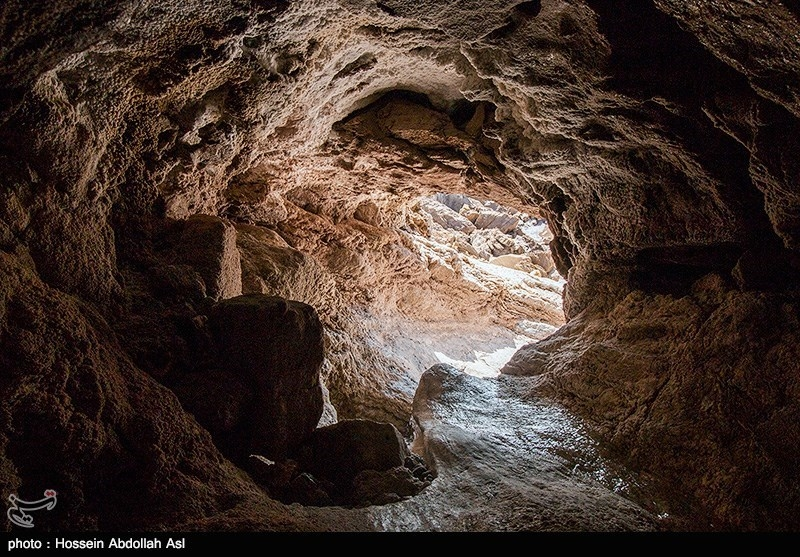